# Beatritz de Dia
Beatritz eller Beatriz de Diá  var en fransk trubadur (en trobairitz) och grevinna, även känd genom sin titel: Grevinnan de Dia, Grevinnan av Dia, provençalska: la Comtessa de Diá. Hon föddes omkring 1140 och dog efter 1175 och är därmed den historiskt tidigast kända kvinnliga trubaduren.

## Biografi
Beatrice de Dia föddes under 1100-talet i Provence i det som nu är södra Frankrike. Hon var den äldsta nu kända trobairitzen, som de få kvinnliga troubadourerna eller trouvèrerna kallades - folk ur de högre samhällsklasserna som skrev verser och musik och uppträdde, det som har givit upphov till begreppet trubadur. Hon var dotter till greve Isoard II av Dia och gift med Guilhèm de Poitiers. Hon hade det gott ställt och hon hade sin egen ekonomi och ärvd egendom.
Hennes sång A chantar m'er de so qu'eu no volria är den enda skriven av en trobairitz som idag finns bevarad med både text och musik.

## Källor

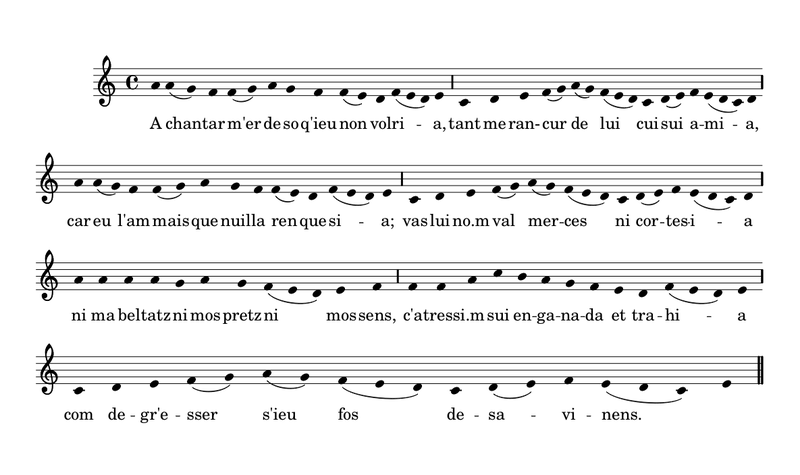
A chantar, endast första versen